# Brasserie de la Perle
La brasserie de la Perle est une ancienne brasserie alsacienne installée à Schiltigheim, commune voisine de Strasbourg. Fondée en 1882, elle est fermée en 1971.
En 2009, la bière Perle réapparait grâce à l'initiative de Christian Artzner, arrière-arrière-petit-fils du fondateur de la brasserie, et en 2015 la « nouvelle » brasserie Perle s'installe à Strasbourg.

## Histoire

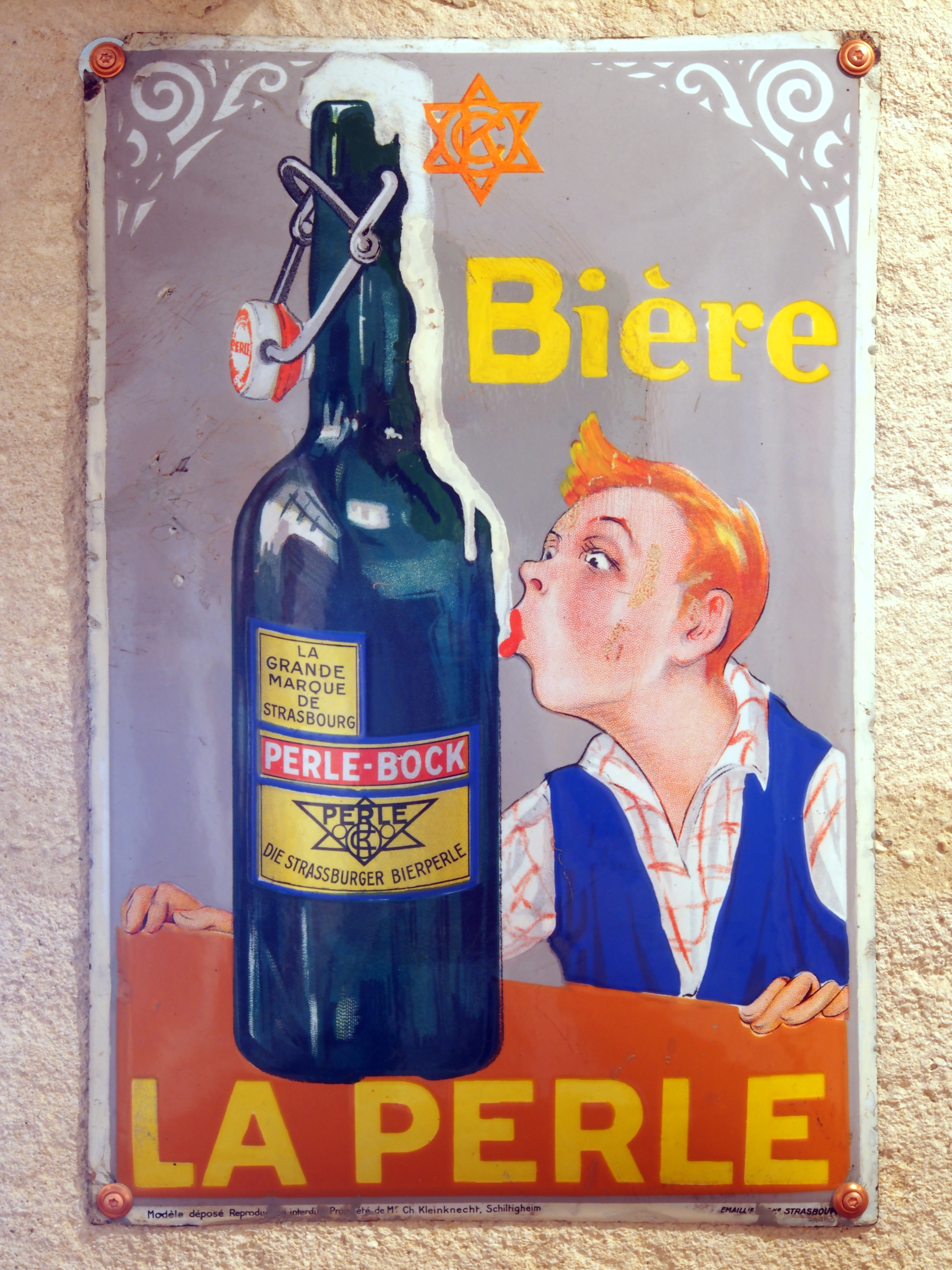
Plaque ancienne Bière La Perle.

La brasserie de la Perle est fondée à Schiltigheim, la Cité des Brasseurs, par Pierre Hoeffel en 1882. Elle trouve son origine dans deux brasseries strasbourgeoises : la brasserie de la Tête Noire fondée en 1383 et la brasserie de la Ville de Vienne fondée en 1794. Pierre Hoeffel fit l'acquisition de la brasserie de la Ville de Vienne en 1876 puis de la brasserie de la Tête Noire en 1882 et fonda la Perle la même année.
La brasserie de la Perle est reprise par Charles Kleinknecht, ancien directeur de la brasserie de l'Espérance, en 1919. Elle prend alors le nom de brasserie Charles Kleinknecht Perle (CK Perle).
Une nouvelle brasserie est construite en 1930.
La brasserie produit 300 000 hectolitres de bière à la fin de la Seconde Guerre mondiale.
L'orchestre Perle est fondé en 1950.
La brasserie de la Perle intègre l'Alsacienne de Brasserie (Albra) en 1969, aux côtés des brasseries de l'Espérance, de Colmar, Mutzig et Haag à Ingwiller. Sa production est alors de 250 000 hectolitres.
Elle est fermée en 1971. Les bâtiments sont démolis dans les années 1980. Une rue de Schiltigheim s'appelle rue Perle en souvenir de l'ancienne brasserie.

## Renaissance
En 2009, Christian Artzner, arrière-arrière-petit-fils de Pierre Hoeffel, relance la bière Perle en créant une brasserie artisanale nommée Bières artisanales Artzner. Les bières sont d'abord brassées en Allemagne chez des artisans-brasseurs du Pays de Bade et en Belgique. 

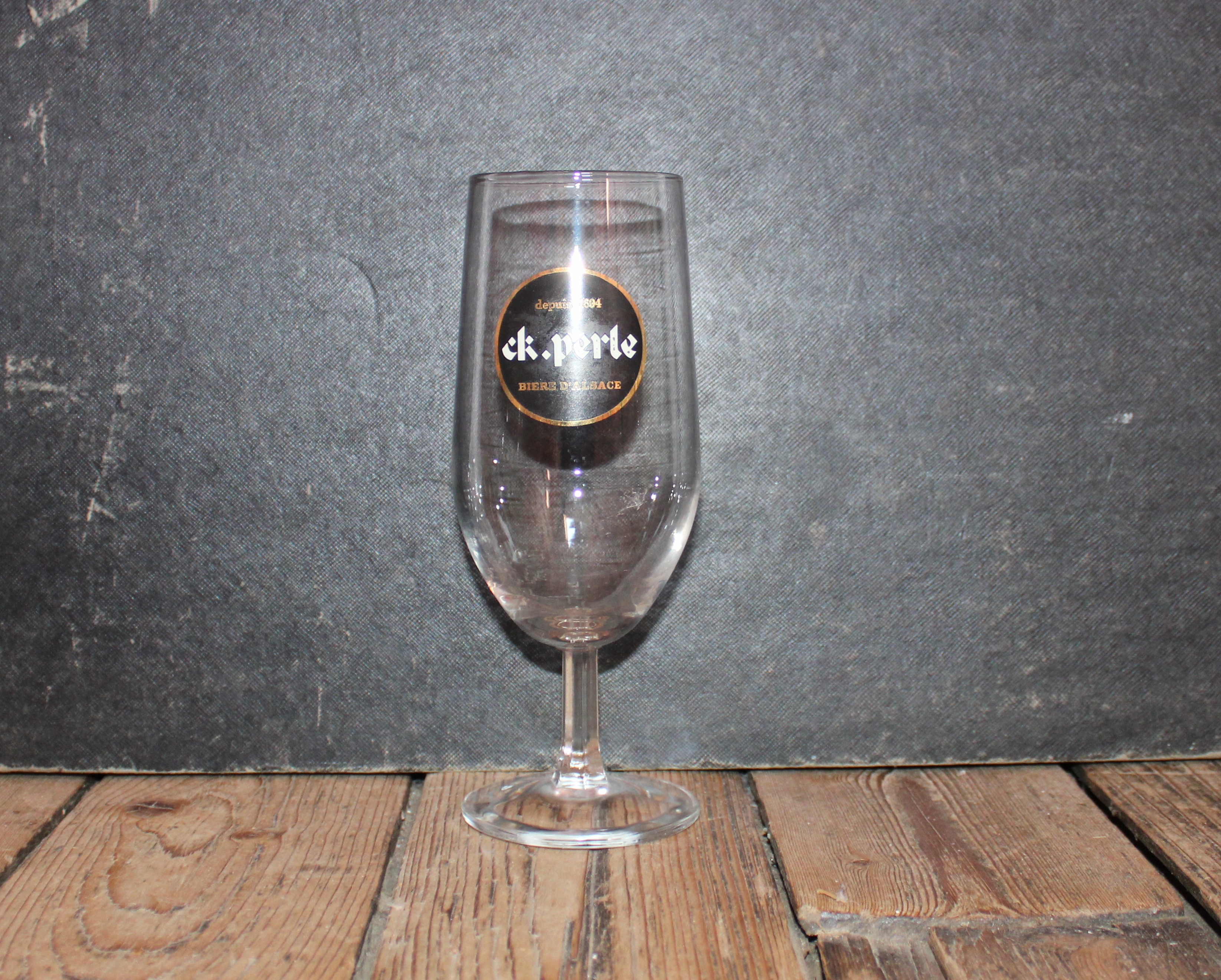
Vieux verre à bière Ck Perle.

En 2009, la production était de 800 litres, ce chiffre atteint 1 000 hectolitres en 2014.
Début 2015, Christian Artzner installe sa propre brasserie à Strasbourg, dans le quartier de la Plaine des Bouchers à la Meinau. Un investissement de 850 000 euros aura été nécessaire pour l'installation de cette nouvelle brasserie d'une superficie de 600 m2 et qui table sur une production de 1 500 hectolitres par an. Les premiers brassins produits à Strasbourg arrivent au printemps 2015.
La nouvelle brasserie Perle est inaugurée les 4 et 5 juillet 2015 en présence de l'orchestre Perle,.

## Les bières permanentes
- Perle Pils, Blonde de fermentation basse aux houblons classiques, retour aux origines de la bière alsacienne, 5,4 % ;
- Blanche Perle & les 7 grains, Blanche légère crémeuse au goût prononcé de céréales, velouté et rafraîchissante, 4,8% ;
- Nature, Blonde SMASH 100% bio, 100% alsace, la nature fait bien les choses, 5% ;
- IPA, American IPA, ambrée fortement houblonnée aux saveurs tropicales, 6,6% ;
- Dans les Vignes, Bière au jus de raisin de copains vignerons alsaciens (cépages et vignerons variants), 7,5 % :
- Hop, brassin éphémère du moment : on ne s'interdit rien !

## Les bières de saison
- Florale, Kölsch - Blonde fine de printemps aux notes florales, 4,8% ;
- Perle des Îles, Triple rousse (ambrée) à la vanille de Tahiti, 7,5% ;
- Zen, Blanche aux 14 plantes des Vosges, 5,4% ;
- Houblon Vert, Bière aux houblons frais récoltés le matin du brassin, 5,4% ;
- Black Pearl, Bière foncée légère aux malts fumés, torréfiés, touraillés, caramélisés, 6% ;
- Kaltimoka, Black pearl infusée au café Moka Sidamo de chez Reck, 6% ;
- Noël, Ambrée à dominante pain d'épices et caramel, 6,8%

## Les bières confidentielles
- Nuit Noire, Russian Imperial Stout au goût prononcé de café, chocolat amer, 10% ;
- Mondiale, Barley Wine aux 10 ingrédients des 5 continents aux saveurs de miel et de fruits confits, 10% ;
- Autobahn, Perle dans les Vignes vieillie en barriques avec levure sauvage, 7,5 %
- Vieille Vigne, Perle dans les Vignes vieillie en barriques de Pinot Noir d'Alsace avec levure sauvage, 7,5 % ;
- Nuit Noire In The Woods, Nuit Noire vieillie en barrique de whisky WAH de chez Hagmeyer, 10% ;
- Dark Ale In The Woods, Black Pearl vieillie en barriques de Pinot Noir d'Alsace avec levure sauvage, 6% ;

## Sources
- La brasserie-malterie de la Perle sur Schiltigheim.blogspot.
- Historique sur le site de la bière Perle.
- La brasserie Perle renait de ses cendres grâce à l'Eurométropole, article des DNA du 7 mai 2015.